# El Amparo (Apure)
Pour les articles homonymes, voir El Amparo et Amparo.
El Amparo est la capitale de la paroisse civile d'El Amparo dans la municipalité de Páez dans l'État d'Apure au Venezuela. Elle est située sur la rive gauche et nord du río Arauca, qui constitue la frontière naturelle avec la Colombie voisine et fait face à la ville colombienne d'Arauca.